# Аксел Роуз
Аксел Роуз (англ. Axl Rose), роден на 6 февруари 1962 г. в Лафайет, Индиана (САЩ) с рождено име Уилям Брус Роуз младши (William Bruce Rose Jr.) е американски хардрок изпълнител и автор на песни. Става известен като вокалист на рок-групата Guns N' Roses в края на 80-те години.

## Биография

### Детство и младежки години
Уилям Брус Роуз, известен с името Аксел Роуз, е роден на 6 февруари 1962 г. в Лафайет, Индиана в религиозно семейство. Има трудно детство и проблеми в училище. Баща му Уилям Роуз напуска семейството, когато Аксел е на две години и майка му се омъжва повторно. След брака ѝ, Аксел приема името на втория си баща и е прекръстен на Уилям Бейли.
Още от малък Аксел проявява интерес към музиката, пее в църковния хор и учи пиано. Като тийнейджър, сформира група наречена Axl, а по-късно приема това име и като собствено. Когато става на 17 години, открива, че истинското му име е Роуз, а не Бейли и оттогава приема официално името Аксел Роуз. По-късно Аксел решава да добави и Уилям и цялото му име остава Уилям Аксел Роуз (William Axl Rose). Аксел винаги е твърдял, че акронимът, който се получава от първите букви на имената му (WAR – от англ. война) е случайност. Като младеж Аксел има често проблеми с полицията и е бил арестуван неколкократно за побой и пиянство.

### Началото на Guns N’ Roses
В началото на 80-те години Аксел напуска Индиана и се премества в Лос Анджелис. Там се свързва със своя приятел и бивш член на създадената от него група – Изи Страдлин и заедно решават да градят музикална кариера. Първоначално те сменят няколко групи, включително Hollywood Rose и L.A. Guns, но през 1985 г. създават Guns N’ Roses заедно със Слаш (соло китара), Дъф Маккагън (басист) и Стивън Адлър (барабани).
Дебютният албум на групата, наречен Live ?!*@ Like A Suicide, излиза през 1986 и е демо-лайв в 10 000 екземпляра. Той съдържа само 4 песни и не може да ги популяризира.

### Възход и падение
През 1987 г. Guns N’ Roses подписват договор с Geffen и издават първия си студиен албум наречен Appetite for Destruction. Албумът няма голям успех в началото, но след излизането на няколко сингъла групата придобива популярност и той достига до номер едно в класациите с повече от 25 милиона продажби. През 1988, Guns N' Roses стават една от най-популярните хардрок групи благодарение на песни като Welcome to the Jungle, Paradise City и Sweet Child O' Mine.
След първоначалния успех следват няколко години на нестабилност, отложени концерти и слухове за разпадане на групата. След издаването на албума G N' R Lies през 1988 г. Аксел е обвинен в расизъм и хомофобия заради текста на песента „One in a Million“.
През 1990 г. Аксел Роуз се жени за приятелката си Ерин Евърли (дъщеря на Дон Евърли – член на култовите през 60-те години Everly Brothers), с която са заедно от няколко години. Няколко месеца по-късно иска развод, но те се помиряват и до развод не се стига. През октомври 1990 г. Ерин забременява, но претърпява спонтанен аборт, което силно повлиява на Аксел. През януари 1991 г. бракът им е обявен за невалиден. По-късно Аксел Роуз завърза връзка със Стефани Сеймор и силно се привързва и към сина ѝ като към собствен син. След раздялата им през 1993 г. Аксел изпада в дълбока депресия.
През 1991 г. Guns N’ Roses издава нов двоен албум, наречен Use Your Illusion I и Use Your Illusion II. Албумите имат голям успех, но групата често има неприятности заради изменчивото поведение на Аксел Роуз. Имиджът на Guns N’ Roses се срива тотално. На няколко пъти Аксел закъснява за изпълненията или умишлено задържа групата, като кара феновете да чакат часове преди да излезе на сцената.
През юли 1991, по време на концерт от турнето Use Your Illusion Tour в Сейнт Луис, Аксел слиза от сцената и отнема камерата на зрител. Концертът е прекратен, групата напуска сцената и с това предизвиква размирици в публиката. Няколко месеца по-късно Аксел е арестуван, но е освободен. Друг бунт е предизвикан на 8 август 1992 г. в Монреал, по време на турне на групата заедно с Металика. Аксел прекратява изпълнението си след няколко парчета и напуска сцената, което довежда до масови размирици на стадиона. През 1992 г., по време на наградите на MTV той публично се нахвърля и върху Кърт Кобейн от Нирвана.

### Краят на групата
През 1993 г. Guns N' Roses издават нов албум с пънк кавъри, озаглавен The Spaghetti Incident?. След изтощителното световно турне музикантите са физически изтощени и имат много разногласия за музикалната посока оттук нататък. През 1994 г. ритъм китаристът на групата Гилби Кларк е освободен от Аксел и сменен от Пол Тобиас, негов стар приятел. През 1996 г. групата започва да записва нов албум, който остава неиздаден. През есента на същата година Слаш напуска Guns N' Roses поради несъгласие с Аксел относно стила и бъдещето на групата. През 1997 г. барабанистът Мат Соръм е уволнен след скандал с Роуз по време на запис в студиото. В началото на 1998 г. и Дъф Маккагън официално обявява. че напуска Guns N' Roses, като в групата остават единствено Аксел и Дизи Рийд (клавирни инструменти).

### Завръщане на музикалната сцена
След разпадането на групата Аксел продължава да работи заедно с Дизи под същото име. Той притежава правата върху името Guns N' Roses, след като бившите вече членове са подписали съгласие преди един от концертите от Use Your Illusion Tour в началото на 90-те. Тогава Аксел им поставя ултиматум, че или трябва да му прехвърлят правата върху името, или групата няма да съществува повече.
След 1997 г. към групата се присъединяват няколко музиканти, между които Робин Финк (Nine Inch Nails) и Томи Стинсън (The Replacements). Следват няколко години, в които Аксел Роуз и Guns N' Roses изчезват от сцената и медиите.
През 2001 г. обновената група се появява на концерти в Лас Вегас и Рио де Жанейро. Аксел обявява новия проект на Guns N' Roses – албум, озаглавен Chinese Democracy, който обаче няма официална дата на излизане.
През 2002 г. Аксел се появява и в 2002 Video Music Awards, където разкрива новото лице на групата. Същата година е предвидено и турне в Северна Америка, но то се проваля през декември 2002, когато Аксел не се появява на концертите във Ванкувър и Филаделфия.
През 2006 г. Guns N' Roses предприемат голямо турне в Европа и Америка. На концертите по време на турнето Аксел има проблем с дишането и винаги разполага с кислородна маска зад сцената. Концертът на лондонския стадион „Уембли“ дори е прекъснат, защото вокалистът напуска сцената, за да си сложи маската. По време на турнето Аксел е задържан и от полицията по подозрение в нападение и отправяне на заплахи към пазач на хотел в Стокхолм, както и за нанасяне на щети на хотела. Аксел нападнал пазача и го ухапал по крака, за което е арестуван за 24 часа според местните закони. За да може да пее на следващия ден на концерт в Осло, Аксел е освободен срещу няколко хиляди евро гаранция.